# 片桐村
片桐村（かたぎりむら）は、長野県上伊那郡にあった村。現在の中川村片桐にあたる。

## 地理
- 河川：天竜川

## 歴史
- 近世には葛島村・田島村・前沢村・小平村・七久保村・上片桐村・片桐町の「片桐七ヶ村」が存在し、片桐村1村として扱われた。
- 1875年（明治8年）2月18日 - 「片桐七ヶ村」のうち葛島村が南向村の一部となり、本村より離脱。
- 1881年（明治14年）8月17日 - 「片桐七ヶ村」のうち七久保村・上片桐村が独立。
- 1889年（明治22年）4月1日 - 町村制の施行により、片桐村（残部）が単独で自治体を形成。
- 1958年（昭和38年）8月1日 - 南向村と合併して中川村が発足。同日片桐村廃止。

## 交通

### 鉄道路線
- 日本国有鉄道
  - 飯田線
    - 伊那田島駅

### 道路
- 国道153号